# Pociękarb
Pociękarb (dodatkowa nazwa w j. niem. Potzenkarb) – wieś w Polsce położona w województwie opolskim, w powiecie kędzierzyńsko-kozielskim, w gminie Reńska Wieś.
W latach 1975–1998 miejscowość administracyjnie należała do ówczesnego województwa opolskiego.

## Historia
Od końca XVIII w. wieś posiadała własną pieczęć gminną, na której wizerunku przedstawiono snop, za nim dwoje skrzyżowanych grabi.